# Kissikátor
Kissikátor je obec na severovýchodě Maďarska v župě Borsod-Abaúj-Zemplén. Leží 2 km od hranic se Slovenskem.
Rozkládá se na ploše 10,38 km² a v roce 2024 zde žilo 276 obyvatel.